# Јукалиптус Хилс (Калифорнија)
Јукалиптус Хилс (енгл. Eucalyptus Hills) насељено је место без административног статуса у америчкој савезној држави Калифорнија.

## Демографија
По попису из 2010. године број становника је 5.313.
| Група             | 2000.    | 2010.         |
| Белци             | 0 (0,0%) | 4.068 (76,6%) |
| Афроамериканци    | 0 (0,0%) | 195 (3,7%)    |
| Азијати           | 0 (0,0%) | 87 (1,6%)     |
| Хиспаноамериканци | 0 (0,0%) | 782 (14,7%)   |
| Укупно            | 0        | 5.313         |